# Kenji Sugimoto
Kenji Sugimoto (jap. 杉元 賢治, Sugimoto Kenji; * 1947; † 19. Oktober 2006 in Ōsaka) war ein japanischer Naturwissenschaftspädagoge und Einstein-Forscher.
Sugimoto war Professor an der Kinki-Universität. Von 1985 bis 1987 war er an der Ludwig-Maximilians-Universität München beschäftigt. Sein Fachgebiet war Naturwissenschaftliche Pädagogik; seine bekannteste Publikation ist Albert Einstein: a photographic biography.